# Katona Jenő
Katona Jenő (Kispest, 1904. június 7. – Budapest, 1989. május 21.) gyártásvezető.

## Élete
Katona Jenő Pál rendőrségi tiszt és Koch Janka fia. A Kispesti Állami Deák Ferenc Főgimnáziumban tette le az érettségit. 1922-től a Műegyetemen hallgatója volt néhány féléven keresztül, ezzel egyidejűleg mozizenészként dolgozott. 1930-ban szerezte meg államtudományi doktorátusát. Közben dolgozott rendőrségi díjnokként, 1935-től detektív volt, 1937 tavaszától ügyintézőként működött az Értelmiségi Ügyek Kormánybiztossága Önállósítási Alapjánál. 1939-ben saját kérésére helyezték nyugállományba. 1939. augusztus 27-én alapította Erdélyi Istvánnal közösen az Erdélyi Filmgyártó Kft.-t, a cégnek állandó gyártásvezetőjeként tevékenykedett. 1942-43-ban katonai szolgálatot teljesített. A második világháborút követően egy darabig a Budapest melletti Tahiban volt zenész, 1948. június 7-től az állami filmgyártásban újfent mint gyártásvezető dolgozott. 1949-től 1957-ig a Színház- és Filmművészeti Főiskola filmfőtanszakán a gyártásvezetés-gyártásszervezés tanára volt. 1956-ban tagja lett a Hunnia háromtagú direktóriumának. 1957. május 31-én azonban „ellenforradalmi tevékenysége” miatt elbocsátották. Élete utolsó évtizedeiben az Országos Rendező Irodánál dolgozott.
Katonai szolgálatát leszámítva az Erdélyi/Kárpát Film összes produkciójának gyártásvezetője volt. Az ő javaslatára és vezetésével készültek az 1941-es A beszélő köntös című film egyes kültéri jelenetei Agfacolor színes eljárással. Az 1944-es Egy nap a világ című háborús drámában néhány percnyi trükkfelvételt rendezése is az ő munkája. Gyártásvezetője volt 1948-ban az államosított magyar filmgyártás első nagyszabású produkciójának, a Talpalatnyi föld című filmnek és később még sok más produkciónak is (Úri muri, Déryné, Rákóczi hadnagya, Liliomfi, Gábor diák, A császár parancsára, stb.).

## Magánélete
1933. november 23-án házasságot kötött Holéczy Izabella zongoraművésznővel, Holéczy Ákos zeneszerző testvérével.

## Műve
- „Szerelmem, a film" - Katona Jenő gyártásvezető visszaemlékezései. Budapest, 1969-1970. (kézirat, Magyar Nemzeti Filmarchívum könyvtára).

## Filmjei

### Gyártásvezető
- Gorodi fogoly (1940)
- Eladó birtok (1940)
- A beszélő köntös (1941)
- A cigány (1941)
- Behajtani tilos! (1941-42)
- Afrikai vőlegény (1943)
- Egy nap a világ (1944)
- Második Magyar Kívánsághangverseny (1944)
- Talpalatnyi föld (1948)
- Úri muri (1949)
- Felszabadult föld (1951)
- Déryné (1951)
- Tűzkeresztség (1952)
- Ifjú szívvel (1953)
- Liliomfi (1954)
- Rákóczi hadnagya (1954)
- Gábor diák (1956)
- Csigalépcső (1957)
- A császár parancsára (1957)

### Gyártásvezető-helyettes
- Bercsényi huszárok (1939)
- Mátyás rendet csinál (1939)